# Hedemora stadshotell
Hedemora stadshotell är två hopbyggda byggnader i Hedemora, Dalarnas län. Byggnaden vid Stora torget byggdes 1860 efter ritningar av C. Ålander. År 1887 byggde källarmästare Ture Sjögren om hotellet, såsom att lägga till stora salongen, och kallade hotellet Hotell Ture. Hedemora stad kom 1890 att äga en tredjedel av hotellet, efter att pengar från G.H. Melins donation använts till detta ändamål, och 1895 köpte staden även in resterande del. I huset fanns även Hedemora Spritbolag, bildat 1886. 
År 1897, under en manöver i Dalarna, använde Oscar II konferensrummet som sambandscentral varefter rummet kallas Oscarsrummet. Bolaget ombildades 1899 till Hedemora Nya Spritbolag. 
År 1930 byggdes huset åt Hökartorget till. Där spritbolaget flyttade in. Så småningom blev rörelsen Systembolaget, som på 1980-talet flyttade till Tjädernhuset, och idag ligger där Stadshotellets pub Kings Arms. I byggnaderna har även, förutom stadshotellet med restaurang, schweizeri och rum för resande, funnits liksom telegraf- och telefonstation, barberare samt bank.

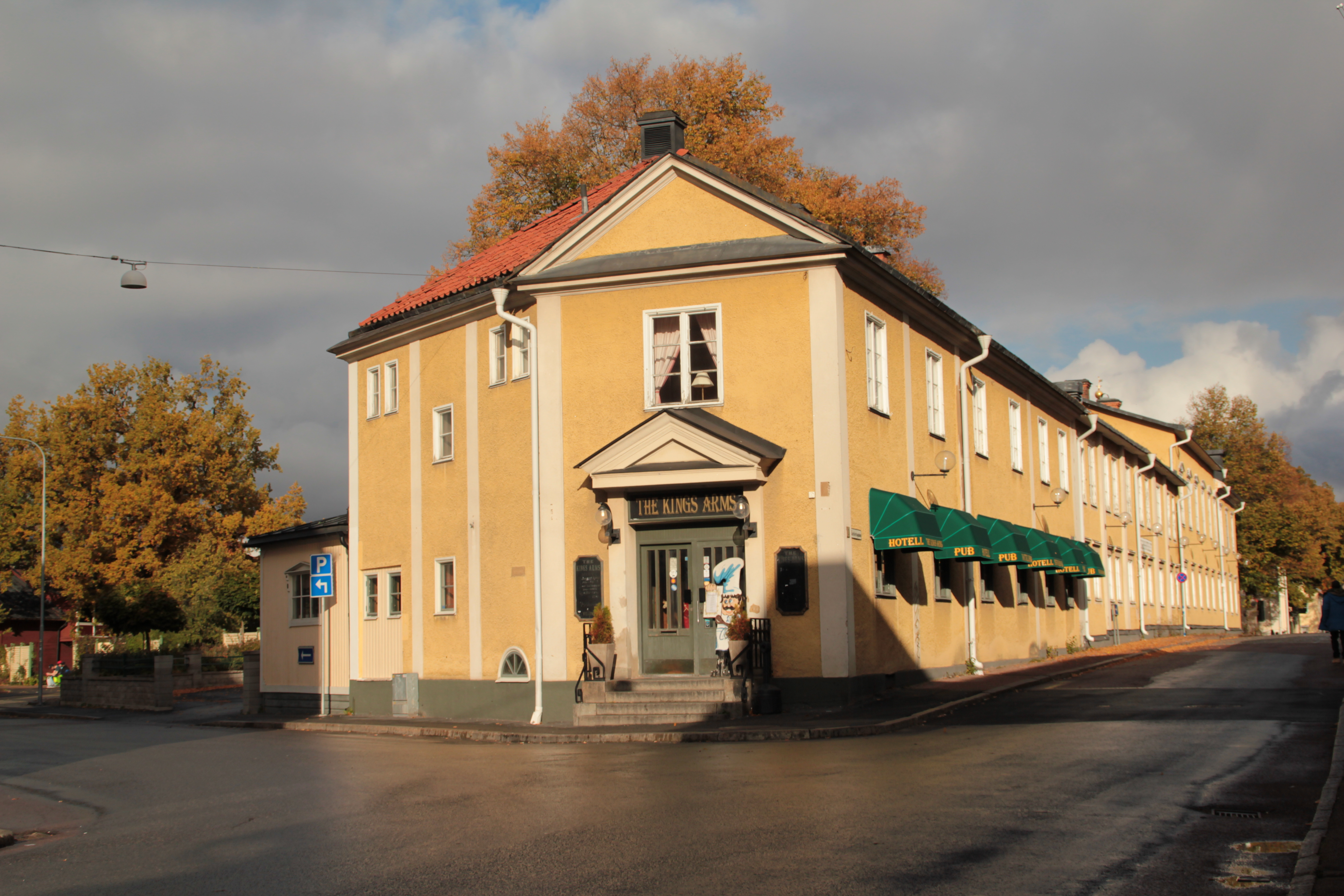
Huset från 1930, med pub på nedervåningen.

C.J. Carlsson ritade ett förslag för tillbyggnad av köksflygeln 1907, och huset byggdes delvis om 1916. Ytterligare ändringsförslag lämnades in 1923, 1935 och 1946. År 1930 skedde en ombyggnad av det äldre huset, och 1956 ändrades övervåningen på det yngre. Två år senare, 1968, utökades entrépartiet och 1970 byggdes plank och uthus för glasförvaring åt Systembolaget. Vid den större ombyggnad som gjordes 1971, som beredskapsarbete, återfanns två källarvalv, med stenväggar och vars tunnvalv var slagna av tegel.
Det ursprungliga huset står på stengrund och är byggt i timmer i två våningar. Entrén till byggnaden är i nyklassisk stil. Det nyare huset är även det i två våningar och byggt i tegel. Båda har reveterats med spritputs och färgats gula med vita omfattningar. Taket är av svart ståndfalsad plåt, med grå slätputsad takfotlist, på den äldre byggnaden och enkupigt rött tegel på den nyare.